# Yūya Hikichi (Fußballspieler, 1990)
Yūya Hikichi (japanisch 曵地 裕哉 Hikichi Yūya; * 2. September 1990 in Sapporo) ist ein japanischer Fußballspieler.

## Karriere
Hikichi erlernte das Fußballspielen in der Jugendmannschaft von Consadole Sapporo. Seinen ersten Vertrag unterschrieb er 2009 bei Consadole Sapporo. Der Verein spielte in der zweithöchsten Liga des Landes, der J2 League. Am Ende der Saison 2011 stieg der Verein in die J1 League auf. Am Ende der Saison 2012 stieg der Verein wieder in die zweite Liga ab. Für den Verein absolvierte er vier Ligaspiele. 2014 wechselte er zum Ligakonkurrenten Ehime FC. 2017 wechselte er zu Suzuka Unlimited FC. 2019 wechselte er zu Veertien Mie. 2020 wechselte er zu Hokkaido Tokachi Sky Earth.